# Chelon labrosus
Espèce
Statut de conservation UICN

 LC  : Préoccupation mineure
Répartition géographique
Le mulet lippu (Chelon labrosus) est une espèce de poissons marins de la famille des Mugilidae. Il est aussi appelé mulet à grosses lèvres.

## Description
Les femelles sont plus grandes que les mâles. La taille maximale rapportée est de 75 cm, pour un poids de 4,5 kg.

## Répartition et habitat
Le mulet lippu est présent dans l'Atlantique Nord-Est, de la Scandinavie et l'Islande au Nord au Sénégal et Cap-Vert au Sud. On le trouve également en Méditerranée ainsi qu'en Mer Noire.
Le mulet lippu est une espèce côtière, et peut remonter dans les lagons et le cours des fleuves. Il migre occasionnellement, en se déplaçant vers le Nord au cours de l'été lorsque les températures montent.

## Alimentation
Il se nourrit principalement d'algues, de microalgues, de déchets et de petits invertébrés.

## Reproduction
La reproduction a lieu en hiver. Les œufs et les larves sont pélagiques.
Les mâles sont sexuellement matures à 2 ans et les femelles à 3 ans. Ils peuvent vivre jusqu'à 12 ans.